# Calibri

Calibri的標準、粗體和斜體範例

Calibri，為一無襯線字體，是微軟Microsoft Office 2007及Microsoft Office 2008 for Mac套裝軟體的預設字體，取代先前Microsoft Word的預設字體Times New Roman以及PowerPoint、Excel和Outlook的預設字體Arial。
Calibri是搭載於微軟Windows Vista六種西方ClearType字體的其中一種，是Microsoft Word預設字體的第一個無襯線字體，先前則是使用Times New Roman為預設字體。
Calibri為字型設計師盧卡斯·德格魯特替微軟開發的字型，曾於2005年字型設計競賽（Type Design Competition）中獲得系統字型（Type System）類的獎項。其也包含了拉丁文、希臘文以及西里爾字母的字母。

## 應用
威奇托州立大學研究发现，Calibri是電子郵件、即時通和PowerPoint簡報中最常被使用的字體，同時其用於網頁設計的排名也相當高。
美國國務院的公文標準字體曾長期採用12pt的Courier New，但於2004年1月停用，改使用14pt的Times New Roman 。2023年，為友善視覺不便之身障人士，考量到Calibri之易讀性，國務院宣布停止使用Times New Roman，一律改採Calibri作為新的公文字體。
2023年7月13日，微软宣布将Microsoft 365的默认字体由Calibri改为他们的新字体Aptos。

## 軼事
2017年，因巴拿馬文件而爆發的巴基斯坦總理納瓦茲·謝里夫涉貪案中，此字型成為當地調查單位指控總理女兒提供偽造文件的證據，因為她在一份宣稱是2006年印製的文件上，用了這份2007年才開始使用的字型。

## 外部連結
- An Wagener, Anne. . Poynter Online. March 4, 2005  [2006-06-05]. （原始内容存档于2006-06-04）.
- Microsoft ClearType字體總目錄（页面存档备份，存于）
- Microsoft ClearType字體總目錄（页面存档备份，存于）at Ascender Corporation
- 下載Calibri字體
- 下載PPTViewer兼Calibri字體（页面存档备份，存于）